# Microssoma
O microssoma é uma estrutura vesicular originada a partir do retículo endoplasmático rugoso (RER) durante o processo de homogeneização celular em laboratório. Diferente de organelas naturais da célula, os microssomas são fragmentos membranosos gerados artificialmente quando as células são rompidas mecanicamente, preservando parte das características e funções do RER, especialmente as relacionadas à metabolização de substâncias e síntese proteica. 

## Estrutura
Os microssomas são pequenas vesículas membranosas formadas pela fragmentação do retículo endoplasmático rugoso, cuja superfície é recoberta por ribossomos aderidos, conferindo-lhes a capacidade de sintetizar proteínas, característica fundamental do RER. Essas vesículas possuem uma grande variabilidade de tamanho, geralmente variando entre 50 e 200 nanômetros, e apresentam composição lipídica e proteica similar à do retículo endoplasmático original.
Além dos ribossomos, os microssomas contêm uma rica diversidade de enzimas e proteínas integradas à membrana, sendo o sistema enzimático do citocromo P450 um dos mais estudados. O citocromo P450 é um grupo de enzimas que desempenha papel crucial no metabolismo oxidativo de substâncias endógenas e xenobióticas, participando na detoxificação e na bioativação de fármacos, toxinas e outros compostos químicos.

## Funções
Embora os microssomas não existam naturalmente dentro da célula, eles preservam a funcionalidade enzimática do retículo endoplasmático rugoso, especialmente as atividades ligadas à síntese proteica e ao metabolismo de compostos. Na pesquisa biomédica e farmacológica, os microssomas são utilizados como modelos in vitro para estudar os mecanismos bioquímicos da metabolização de drogas, permitindo a análise da velocidade, da via metabólica e dos metabólitos formados.
Os estudos com microssomas são fundamentais para entender a farmacocinética de medicamentos, prever interações medicamentosas e avaliar potenciais efeitos tóxicos de novos compostos. Além disso, o sistema enzimático contido nos microssomas é utilizado para investigar processos de conjugação, como a glicuronidação e a sulfatação, que são importantes para a excreção e inativação de substâncias.
Outro aspecto relevante dos microssomas é sua aplicação na engenharia genética e na biotecnologia, onde podem ser utilizados para a produção in vitro de proteínas recombinantes e para a avaliação da função de proteínas associadas ao retículo endoplasmático rugoso.

## Importância Experimental
A obtenção dos microssomas é feita através de procedimentos laboratoriais específicos, como a homogeneização das células seguida de centrifugação diferencial e ultracentrifugação em gradiente de densidade. Este método permite a separação seletiva dos fragmentos membranosos do RER, isolando as vesículas microssomais para uso experimental.
Devido à sua capacidade de mimetizar o ambiente enzimático do RER, os microssomas são ferramentas indispensáveis para estudos toxicológicos, farmacológicos e bioquímicos. Eles facilitam a investigação detalhada do metabolismo celular em condições controladas, sem a interferência de outros sistemas celulares, oferecendo alta especificidade e sensibilidade.